# تشيكوشينو (فوكوكا)
مدينة تشيكوشينو (بالإنجليزية: Chikushino)‏ هي أحد المدن التابعة لمحافظة فوكوكا. تأسست رسميًا في 01/04/1972. ويقدر عدد سكانها بـ 98914 نسمة حسب تقدير مكتب الإحصاء الياباني لعام 2012. تبلغ مساحة تشيكوشينو 87.78 كم2. بكثافة سكانية تبلغ 1127 نسمة/كم2.

## أعلام
- كينسوكي تاناكا
- ديندن